# Burg Rotenhan
Die Ruine Rotenhahn ist die Ruine der hochmittelalterlichen Felsenburg Burg Rotenhan und liegt auf 380 m ü. NN etwa zwei Kilometer nördlich von Ebern über dem Ortsteil Eyrichshof im Landkreis Haßberge in Unterfranken.
Die Burganlage ist der Stammsitz der Freiherren von Rotenhan, in deren Besitz sie sich noch heute befindet.

## Geschichte

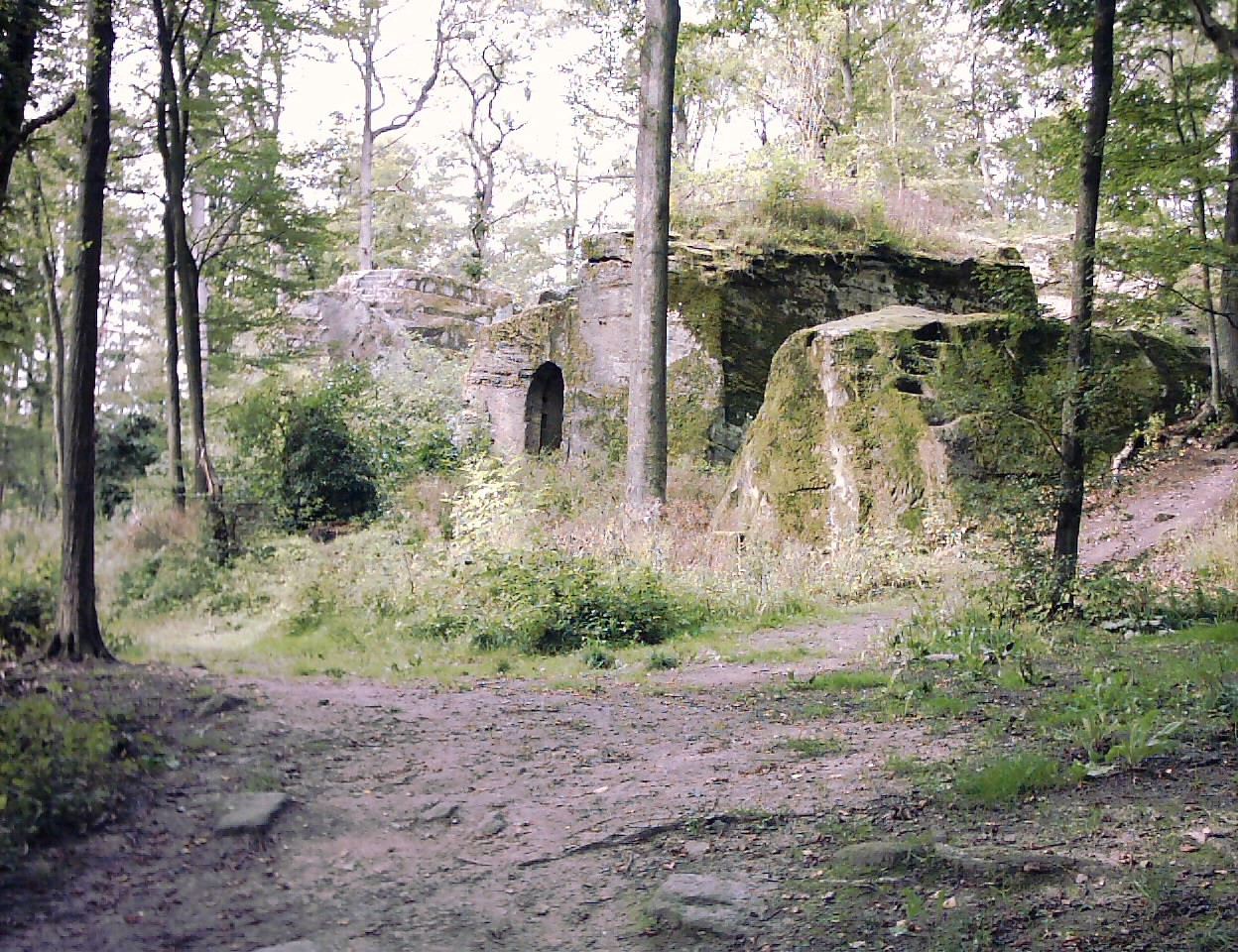
Die Hauptburg mit dem Torfelsen

### Name
Der Name Rotenhan dürfte sich von gerodeter Haag, Hain ableiten. Manche Forscher halten auch eine Ableitung von dem Flüsschen Rodach und eine Stammverwandtschaft der Familie von Rotenhan mit dem Geschlecht der Herren von Rodach für denkbar. Der rote Hahn, den das Geschlecht als Helmzier führt, wurde sicherlich in Anlehnung an den Namen gewählt und nicht umgekehrt.

### Familie Rotenhan
Gemessen an ihrer Bedeutung erscheint die Familie von Rotenhan erst ungewöhnlich spät in den Schriftquellen: Sie wurde am 15. August 1229 mit „Winther“ und „Wolfram de Rotenhagen“ zum ersten Mal urkundlich erwähnt. Zu dieser Zeit muss der namengebende Stammsitz also schon bestanden haben. Die Burg Rotenhan war also sicherlich ursprünglich Eigenbesitz (Allod) der Familie.
Ursprünglich scheint das Geschlecht in Beziehung zum nahen Kloster Banz bei Bad Staffelstein gestanden zu haben. Die möglicherweise ehemals edelfreien Rotenhan waren im Hochmittelalter Dienstmannen des Bistums Bamberg oder dem Hochstift vertraglich verpflichtet. Einige Namensträger erscheinen auch in der Gefolgschaft des Klosters Langheim.

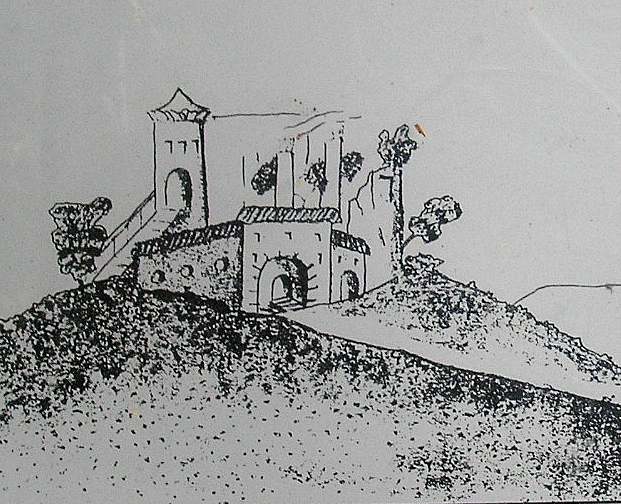
Freie Rekonstruktion der Burg aus dem 19. Jahrhundert (Infotafel am Parkplatz). Die Zeichnung ist eines der Hauptargumente für die These der Doppeltoranlage. Allerdings erscheint das linke Tor hier als Haupttor, die rechte Öffnung eher als Nebenpforte oder Zugang zu einem Lagerkeller

### Ausbau
Die erhaltenen Bauformen, wie das Spitzbogenportal am Treppenaufgang, legen einen Ausbau der Burg in spätromanisch-frühgotischer Zeit nahe.

### Zerstörung im Jahr 1323
Im Jahre 1323 belagerte der Würzburger Bischof Wolfram Wolfskeel von Grumbach die Burg Rotenhan angeblich etwa ein Jahr lang unter dem Vorwand der Falschmünzerei und Felonie. Die in der Nähe der würzburgischen Stadt Ebern gelegene bambergische Burg war wohl ein Stachel im Fleisch des Hochstiftes. Der Konflikt deutete sich bereits einige Jahre früher an. 1319 musste Wolfram von Rotenhan seine Burg dem Hochstift Würzburg zu Lehen auftragen. Gleichzeitig wurden ihm Vergütungen für eine Burghut zugewiesen.
Nach der Eroberung wurde die Veste zerstört und durfte per Vertrag von 1324 nie wieder aufgebaut werden. Die Familie von Rotenhan erbaute später ihren neuen Wohnsitz Schloss Eyrichshof am Berg unterhalb der Burg. Der Humanist Sebastian von Rotenhan untersuchte etwa 200 Jahre später die Umstände des Unterganges der Stammburg seines Geschlechtes. Der Burgherr Wolfram habe „dem Stifft ettliche Leuth erstochen, Ihnen die Kühe genohmen undt dem stifft allß Lehemann nicht mehr hat wollen dhinen…'“ (Archiv Schloss Rentweinsdorf).
Mit der Unterwerfung unter das Hochstift Würzburg ging der Familie auch das angesehene Schenkenamt des Hochstiftes Bamberg verloren. Das siegreiche Bistum Würzburg versuchte anfangs, die Familie von Rotenhan weiter zu schädigen. König Ludwig der Bayer setzte sich jedoch für die Rotenhan ein und bat den Bischof, den ehemaligen Burgherren Wolfram mit dem Burgstall und einigen zugehörigen Äckern zu belehnen. Wolfram von Rotenhan musste im Gegenzug schwören, das Hochstift Würzburg gegen seine Feinde zu verteidigen. Nur in einem Konflikt mit seinem alten Dienstherren, dem Bischof von Bamberg, durfte er neutral bleiben. 1333 erhielten die Rotenhan auch ihre Würzburger Lehen zu Holzhausen und Mechenried wieder zurück.
Der Verlust der Burg schwächte die Familie nur kurzzeitig. Die ältere Hauptlinie verfügte weiterhin über umfangreichen Eigenbesitz an der Baunach. Die Besitzungen im Itztal gehörten schon vorher einer Nebenlinie.
Einige Bauteile der Burg Rotenhan machen einen unfertigen Eindruck. Möglicherweise wurde die Burg während einer Ausbauphase belagert und anschließend zerstört. Der vorgeschobene oder vielleicht auf Tatsachen beruhende Belagerungsgrund der Falschmünzerei deutet auf einen erhöhten Finanzbedarf der Burgherren hin.

## Beschreibung

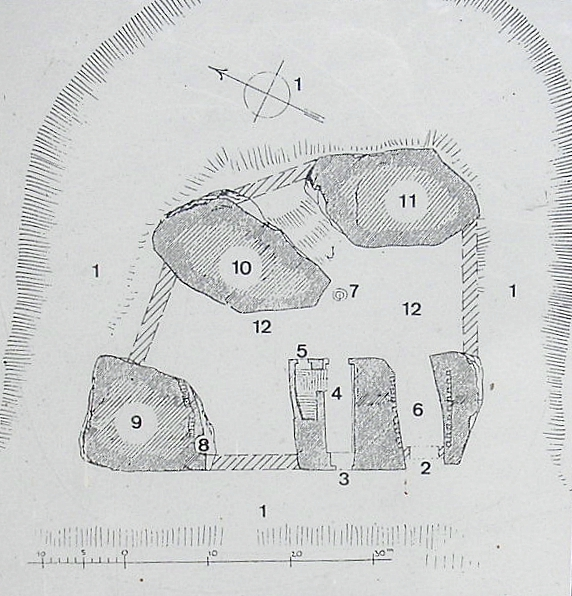
Ungenauer Übersichtsplan auf der Infotafel vor der Burg (Nach der Aufnahme im Kunstdenkmälerinventar von 1916): 1: Halsgraben (Vor der Toranlage im Westen liegt in der Realität eine Geländestufe zur Vorburg, kein Graben) 2: Das angebliche Haupttor (Zeune) 3: Das Neben- (Zeune) oder tatsächliche Haupttor 4, 5: Aufgänge ins Obergeschoss des Torgebäudes 6: Die angebliche Torgasse des Haupttores 7: Der Burgbrunnen 8: Die Tankzisterne 9: Der Nordwestfelsen mit der Tankzisterne 10: Der Nordostfelsen 11: Ostfels mit den letzten Mauerresten 12: Burghof, nicht eingezeichnet ist das Geländeprofil mit Höhenunterschieden von bis zu drei Metern

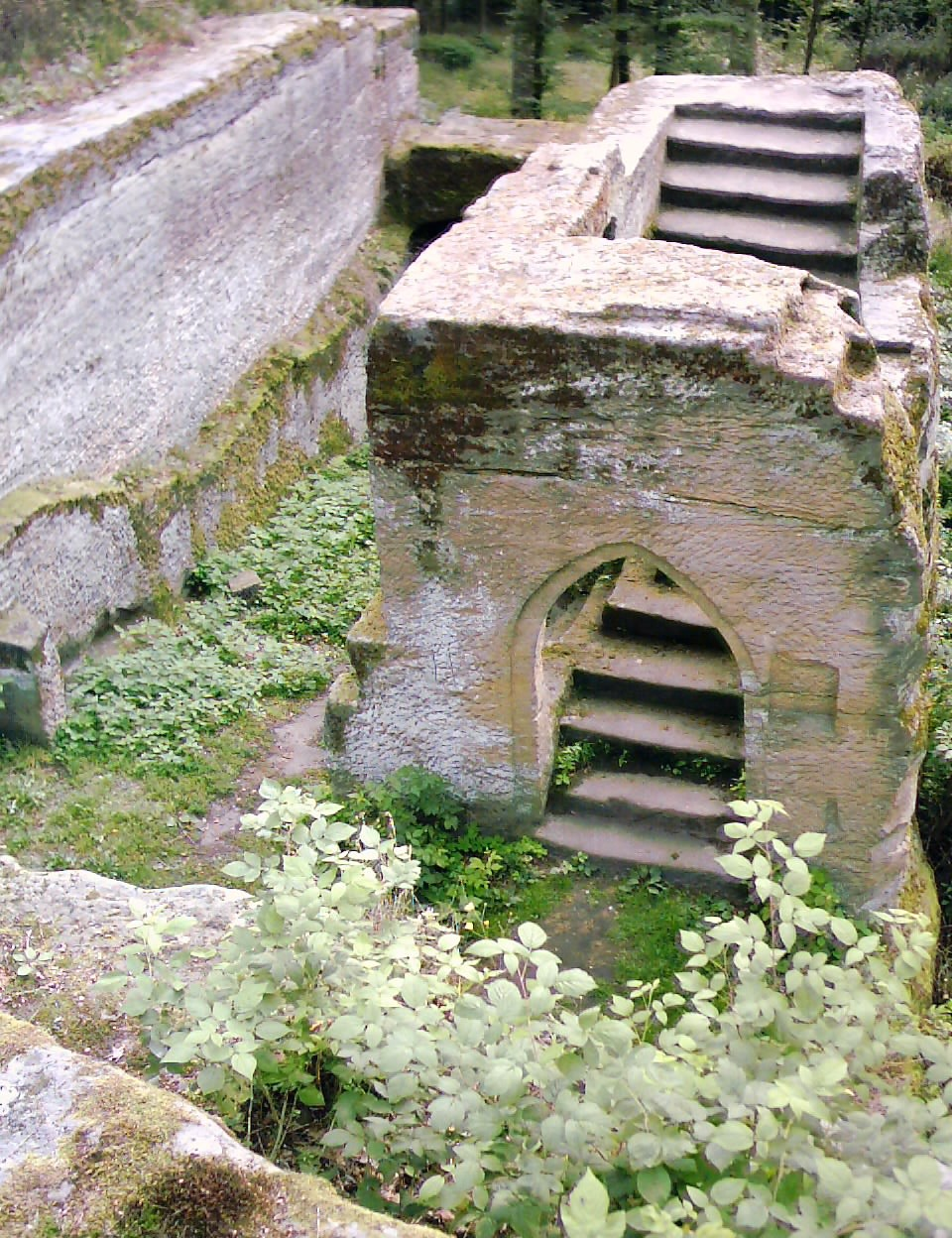
Der vollständig aus dem Sandstein gehauene Torbau mit dem Treppenaufgang

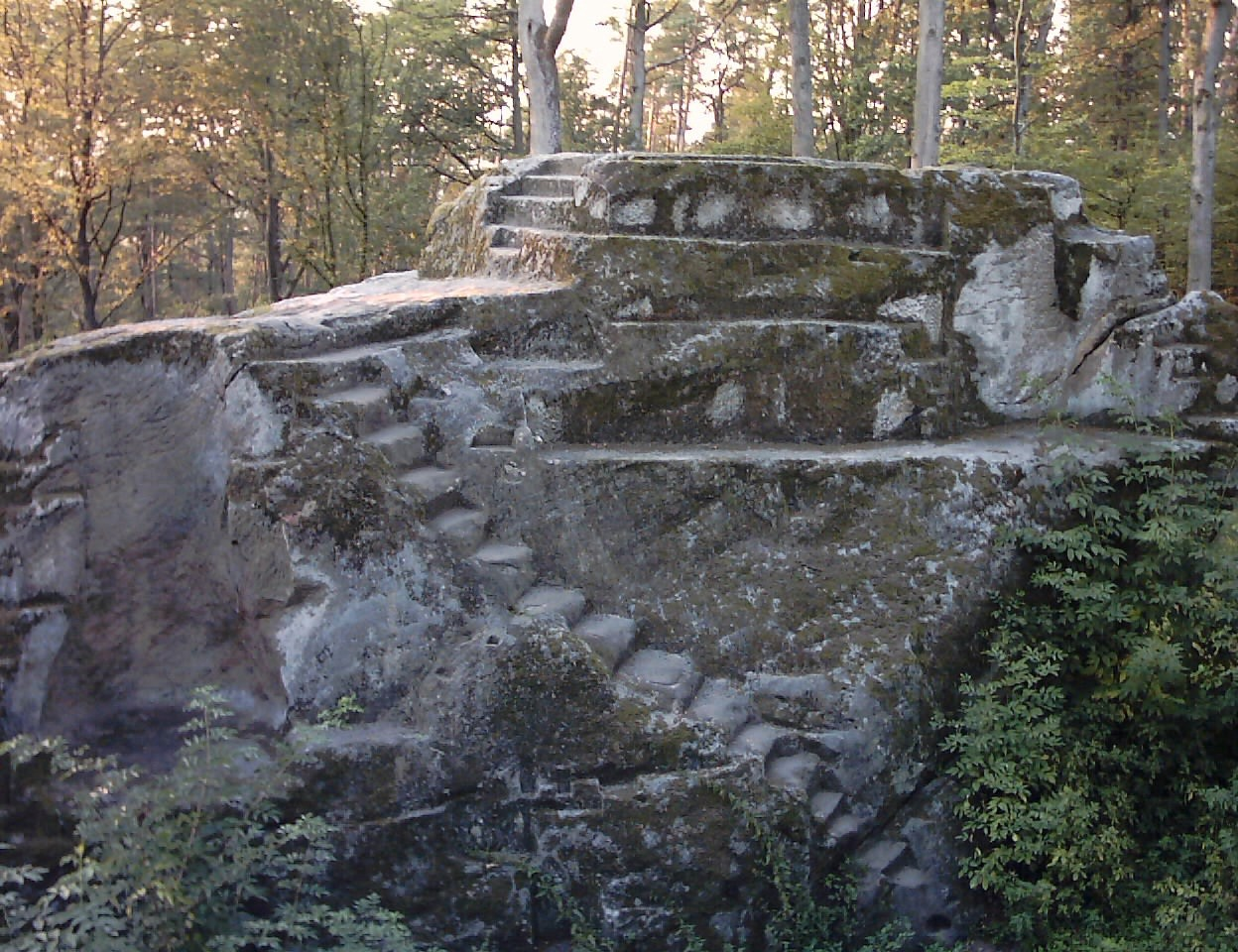
Der Nordwestfelsen mit Fundamentbänken und der Tankzisterne (links)

Die Ruine Rotenhan ist eine der wenigen echten Felsburgen Deutschlands. Da die aus einem Felsen herausgemeißelte Anlage bereits im 14. Jahrhundert zerstört wurde, sind nur noch geringe Reste von aufgehendem Mauerwerk zu sehen.
Ihre Bedeutung erlangte die Burg vor allem wegen der ungewöhnlich weitgehenden Einbeziehung des natürlichen Felsuntergrundes in die Konstruktion. Fünf (ehemals möglicherweise nur vier) mächtige, eng beieinander stehende Sandsteinblöcke wurden durch Mauern verbunden.
Das Haupttor wurde in den mittleren Block der Südwestseite eingearbeitet. Der bekannte Burgenforscher Joachim Zeune sieht allerdings in diesem Torbau nur die Nebenpforte. Er verlegt das Haupttor rechts daneben in den Zwischenraum zwischen dem Tor- und dem kleineren Südwestfelsen. Wegen des beträchtlichen Niveauunterschiedes zwischen Burghof und diesem Zwischenraum und der Kürze der Torgasse ist dies aber eher zu bezweifeln. Ein eingefahrener Karren hätte hier nicht wenden können. Außerdem hätte das Haupttor dann an der schwächsten Stelle der Kernburg gelegen. Die geräumige Vorburg macht eine derart aufwändige Doppeltoranlage entbehrlich. Den Burgherren dürfte zudem ihre gefährdete Position als bambergische Dienstmannen im Territorium des Hochstiftes Würzburg durchaus bewusst gewesen sein, die ja dann auch zum Untergang der Burg führte. Im Falle einer Belagerung hätten zusätzlich mindestens zwei Mann zur Bewachung des Haupttores abgestellt werden müssen. Das vermeintliche Nebentor ist breit und hoch genug, um auch ein beladenes Saumtier durchzulassen.
Doppeltoranlagen lassen sich im mitteleuropäischen Burgenbau ab dem frühen 14. Jahrhundert nachweisen. Da die Burg Rotenhan bereits 1323 zerstört wurde, könnte es sich möglicherweise um eine unvollendete frühe Doppeltoranlage handeln. Allerdings wäre eine solche Anlage als Eingang in die Kernburg eher ungewöhnlich. Die meisten derartigen Einfahrten führen in die Vorburgen der Burgen und Schlösser. Ein typisches Beispiel aus der frühen Neuzeit hat sich im Tal unterhalb der Ruine erhalten. Neben dem Haupttor gewährt ein kleines Nebentor den Zutritt in den Gutsbezirk des Schlosses Eyrichshof.
Eine freie Rekonstruktionszeichnung aus dem 19. Jahrhundert zeigt zwar eine Doppeltoranlage, jedoch war damals das Mauerwerk der Felsenburg bereits abgetragen. Zusätzlich deutet der aufwändige Treppenaufgang im Torgebäude auf einen herausgehobenen Raum, vielleicht die Burgkapelle, hin. Bei vielen hochmittelalterlichen Burgen lag die Kapelle über dem Haupttor, um dieser Schwachstelle im Verteidigungssystem zusätzlichen „göttlichen“ Schutz zu gewähren. Die endgültige Klärung der Torsituation bleibt jedoch einer künftigen intensiven burgenkundlichen Untersuchung vorbehalten.
Georg Ludwig Lehnes berichtete 1842 in seiner Geschichte des Baunach-Grundes von einem großen Keller, in den man mit einem Wagen einfahren konnte. Dieser Keller könnte durchaus in der beschriebenen Spalte neben der Einfahrt in die Vorburg gelegen haben.
Die Treppenanlage des Torgebäudes wurde komplett aus dem Sandstein herausgeschlagen. Auch die anderen Felsblöcke zeigen großflächige Abarbeitungen für Fundamentbänke und eine Tankzisterne. Im ehemaligen Burghof hat sich noch der gemauerte Brunnenschacht erhalten.
Hangabwärts war der Felsburg offenbar eine geräumige Vorburg vorgelagert (Wallreste). Die Schuttwälle deuten auf eine steinerne Vorburgmauer oder zumindest eine Fundamentierung hin. Das Tor der Vorburg scheint östlich vor dem Felsspalt des angeblichen Haupttores gelegen zu haben.
Bergseitig ist die Anlage hufeisenförmig von einem flachen Halsgraben umgeben. Hier haben sich auf dem nordöstlichen Felsklotz die letzten Mauerreste aus großen, regelmäßigen Sandsteinquadern erhalten, die aber in jüngster Zeit durch den zunehmenden Vandalismus auf der Felsburg reduziert wurden.

## Burgsage
Unter dem Südwestfelsen mit der Tankzisterne ist der Eingang zu einer verschütteten Höhle erkennbar. Der Burgsage zufolge soll die Gattin des Burgherren während der Belagerung hier Zuflucht gefunden haben, aber verschüttet worden sein. Mit ihr sei eine Henne eingeschlossen worden, die der Edelfrau täglich ein Ei legte und so das Überleben ermöglichte. Nach ihrer Befreiung soll die neue Burg der Familie an jener Stelle angelegt worden sein, an der die Henne ihr erstes Ei in Freiheit legte (Eyrichshof).

## Tourismus
Die Burgruine ist eine Station des Burgenkundlichen Lehrpfades des Landkreises Haßberge. Sie ist vom Bayerischen Landesamt für Umwelt als geowissenschaftlich besonders wertvolles Geotop 674G001 ausgewiesen und 2006 mit dem offiziellen Gütesiegel „Bayerns schönste Geotope“ ausgezeichnet worden. Die Ruine wurde als fünftes Objekt Unterfrankens in diese Liste aufgenommen.

## Esoterik
Wegen ihrer außergewöhnlichen Bauweise und der eindrucksvollen Felsformationen ist die Burgruine einem regen Esoterik- und Okkultismustourismus ausgesetzt.
Die Anlage gilt in diesen Kreisen als prähistorischer „Weltkulturplatz“. Die Burg wird ähnlich der Nachbarburg Burg Lichtenstein mit Anlagen wie etwa den Externsteinen oder gar Stonehenge auf eine Stufe gestellt. Die Burg Rotenhan ist allerdings eindeutig eine hochmittelalterliche Burganlage. Für eine frühere Verwendung des Ortes als heidnischer Kult- und Opferplatz gibt es keine gesicherten Anhaltspunkte, natürlich kann man es aber auch nicht endgültig ausschließen.

## Dokumentation
Die Burganlage in den Jahren 2006 und 2007 nach der teilweisen Entwaldung des Geländes:

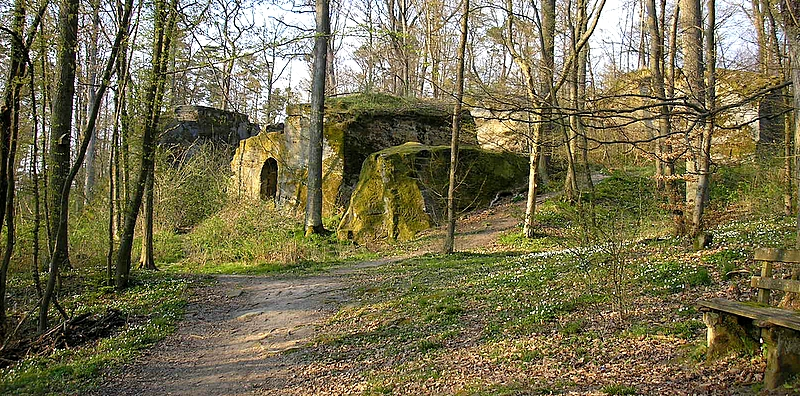
Gesamtansicht von Süden mit dem Torfelsen und dem mutmaßlichen Haupttor (Zeune). Gut erkennbar ist der Höhenunterschied, zudem soll der Torgang noch meterhoch verschüttet sein. Hangabwärts (links) schließen sich die Wallreste der ehemaligen Vorburg an
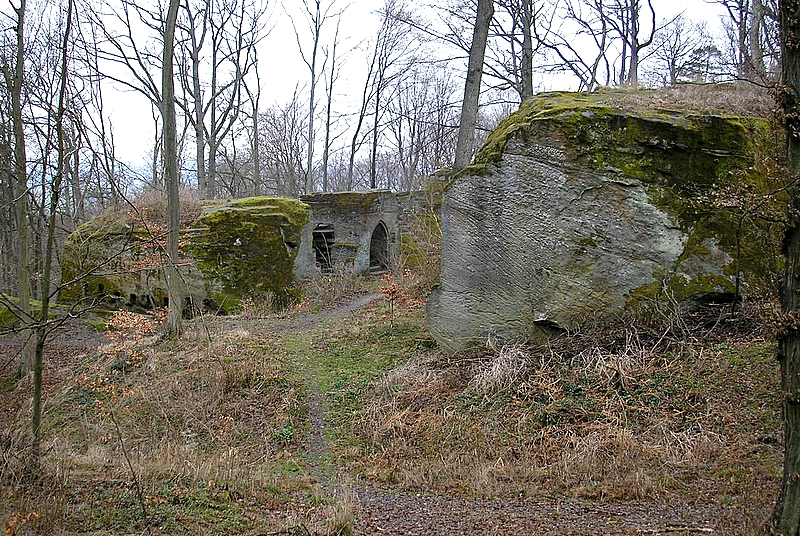
Die Südostseite mit dem Torbau und dem angeblichen Haupttor. Das heutige Bodenniveau müsste annähernd dem mittelalterlichen Zustand entsprechen. In der Felswand des Nordostblockes ist eine Öse erhalten, die zum Anbinden eines Reit- oder Saumtieres oder als Lampenhalter gedient haben dürfte (ca. einen Meter über dem Boden)
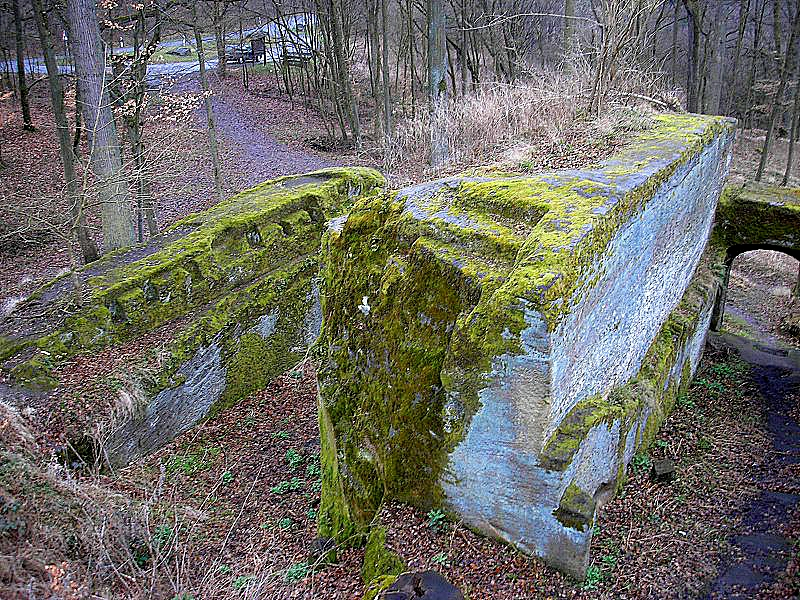
Die angebliche Doppeltoranlage, im Hintergrund der Parkplatz an der Ortsverbindungsstraße Kurzewind-Eyrichshof. Das Bodenniveau der äußeren Felsspalte liegt heute etwa zweieinhalb Meter unter dem des Burghofes
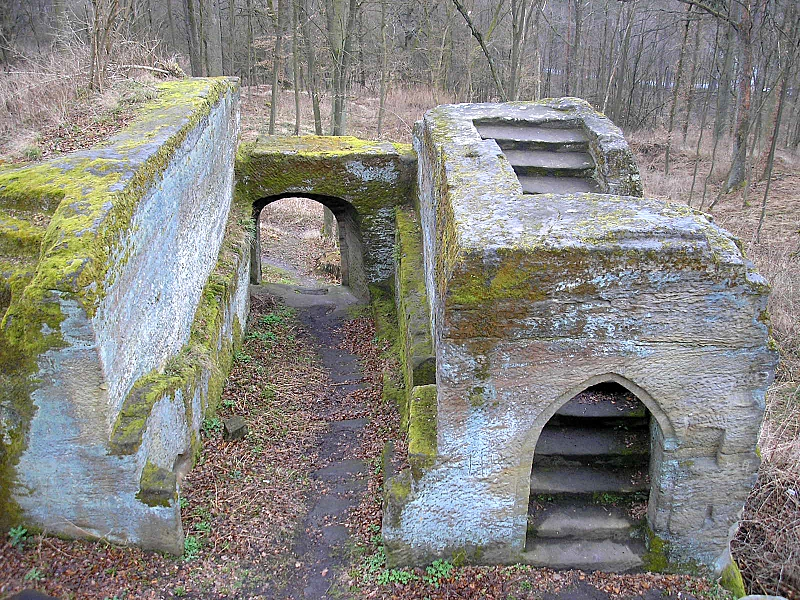
Der Torbau mit dem Treppenaufgang vom Nordwestfelsen. Rechts das gotische Spitzbogentor. Der aufwändige Treppenaufgang deutet auf einen herausgehobenen Raum im Obergeschoss hin, vielleicht die Burgkapelle
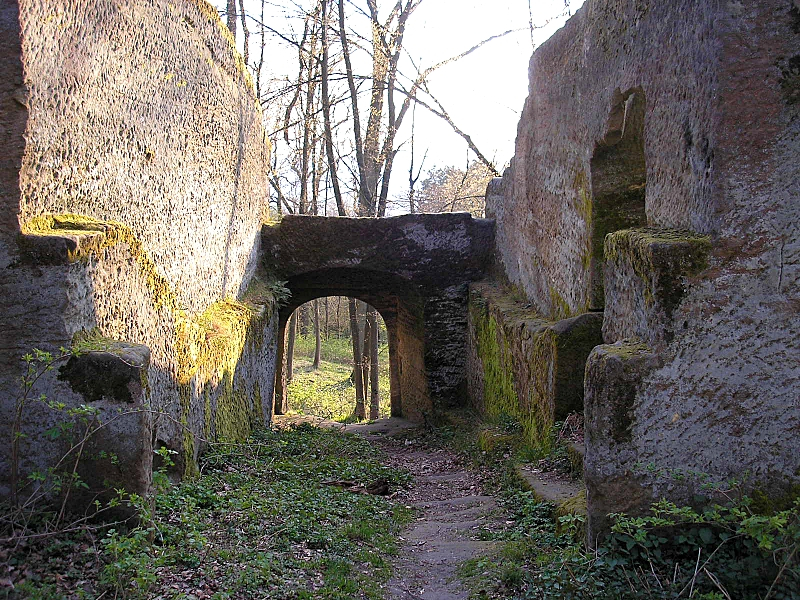
Der Torgang nach Südwesten. Im Hintergrund die Vorburg, rechts einer der beiden Treppenaufgänge. Die Türöffnung scheint nicht vollendet worden zu sein
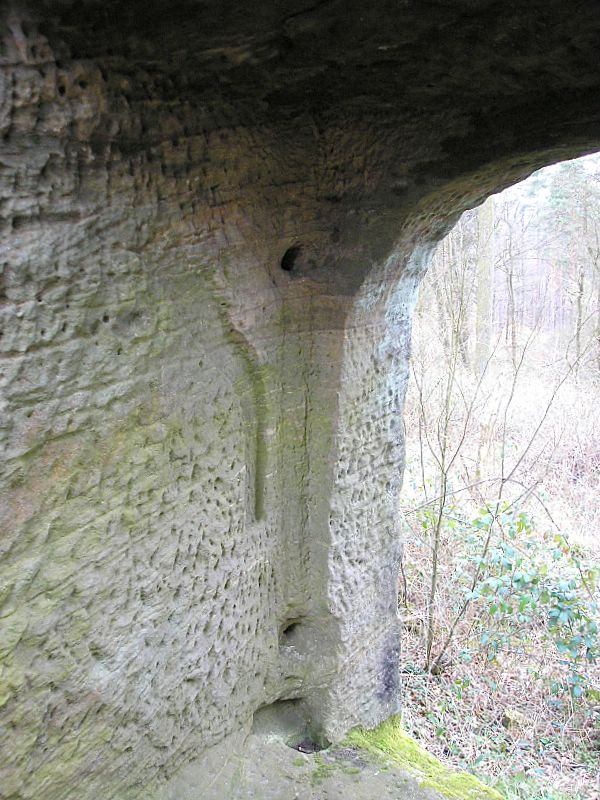
Das linke Gewände des Portals im Torbau mit dem Kanal des Sperrriegels
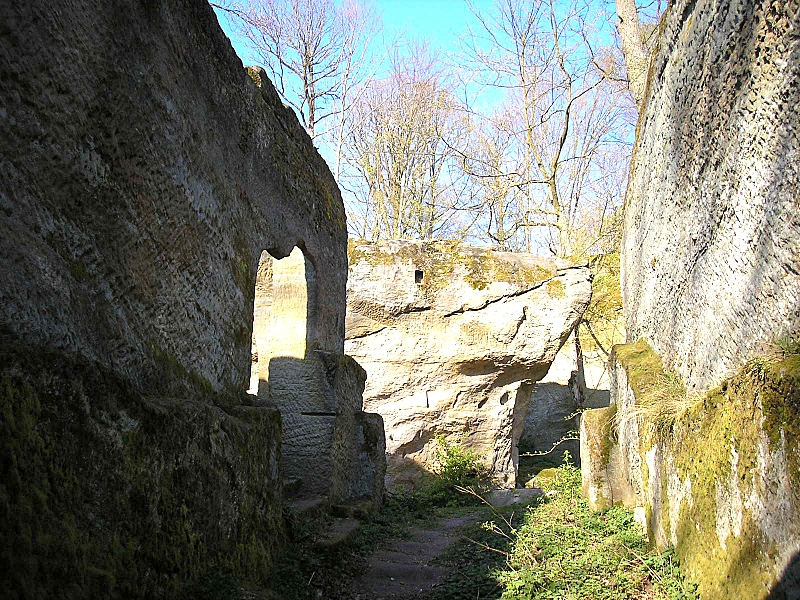
Gegenblick nach Nordosten mit dem Burgbrunnen unter dem Nordwestfelsen. In die Felswand sind Zulaufrinnen und Balkenlöcher der Brunnenstube eingearbeitet
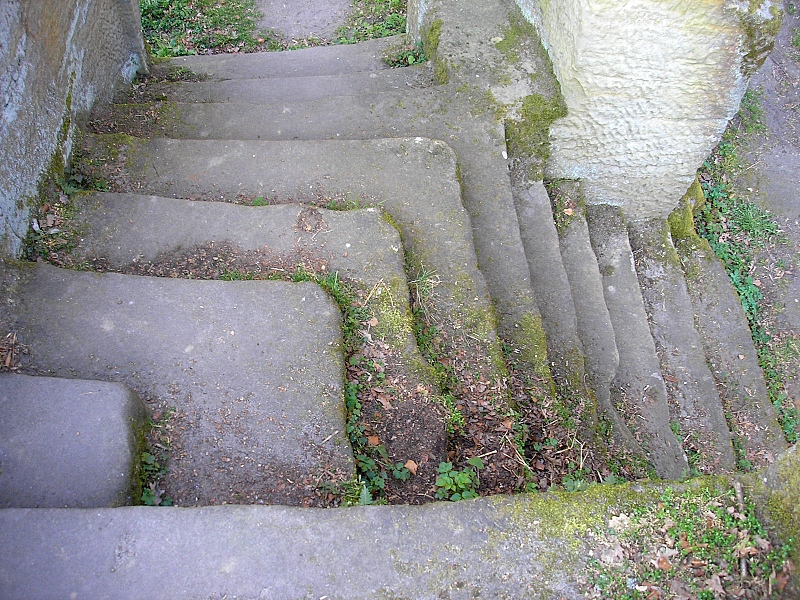
Der Treppenaufgang im Torgebäude
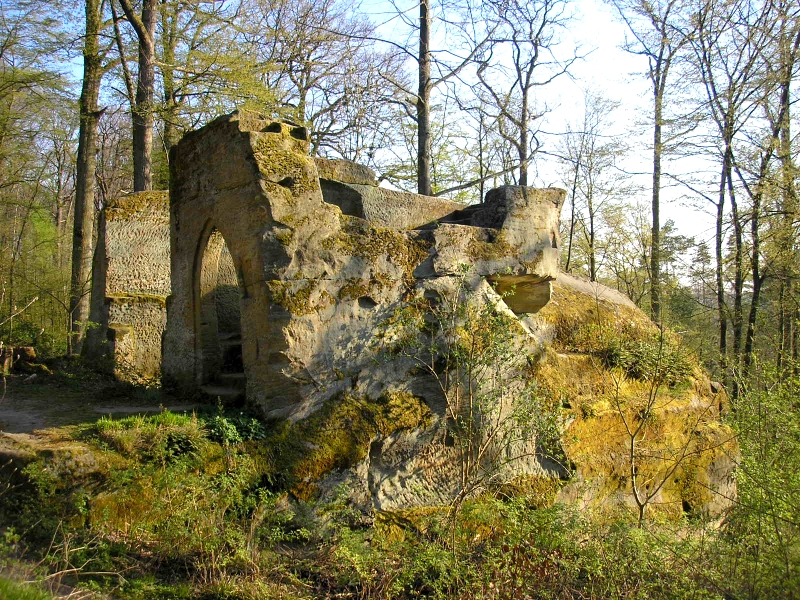
Der Torbau von Nordwesten aus dem Burghof
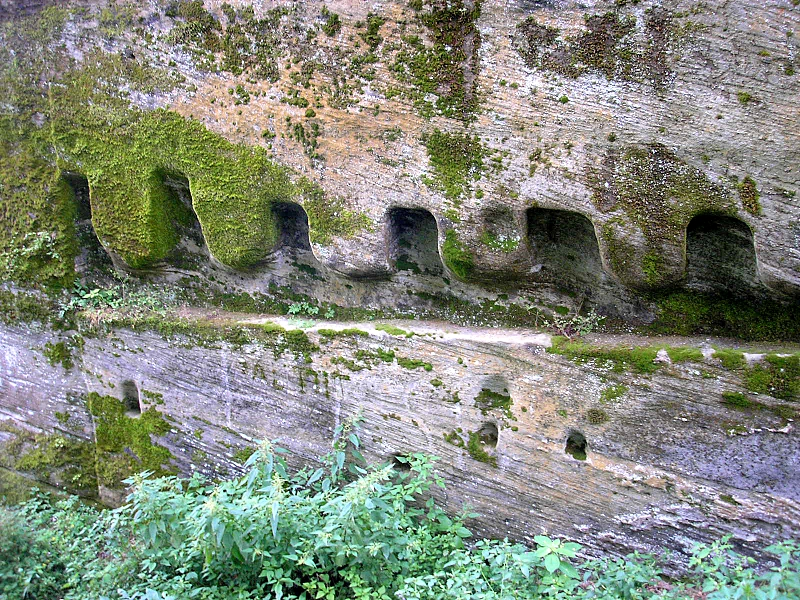
Kragsteinreihe in der westlichen Wand des Torgebäudes. Nach Zeune soll die angebliche Torgasse hier von einer Holzdecke überspannt gewesen sein. Die gegenüberliegenden Felsabarbeitungen gestatten jedoch keine waagrechte Auflage von Holzbalken bzw. Unterzügen
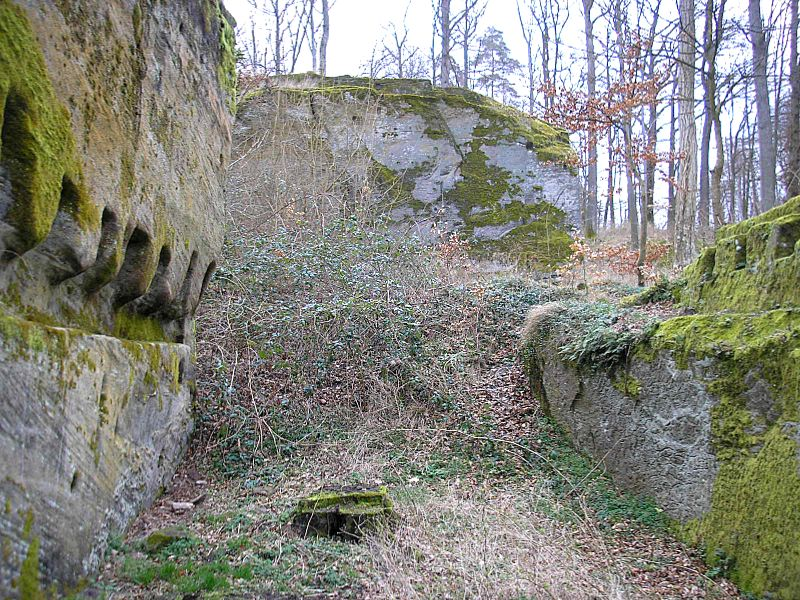
Die angebliche Torgasse nach Nordosten mit der Kragsteinreihe und den gegenüberliegenden Felsabarbeitungen
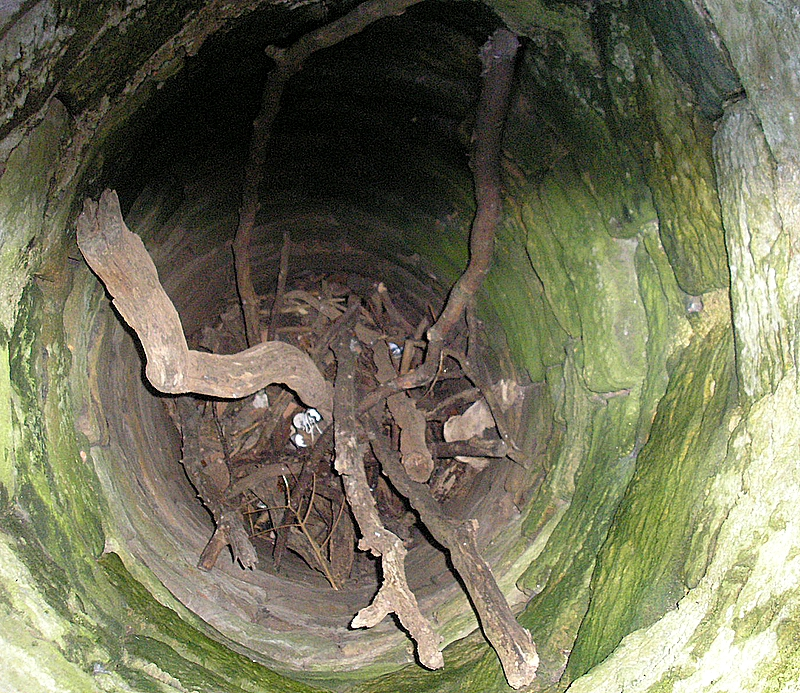
Blick in den Burgbrunnen. Der etwa 10 Meter tiefe Schacht ist ungefähr bis zur Hälfte verschüttet. Zusätzlich zum Schichtenwasser wurde ehemals Regenwasser eingeleitet
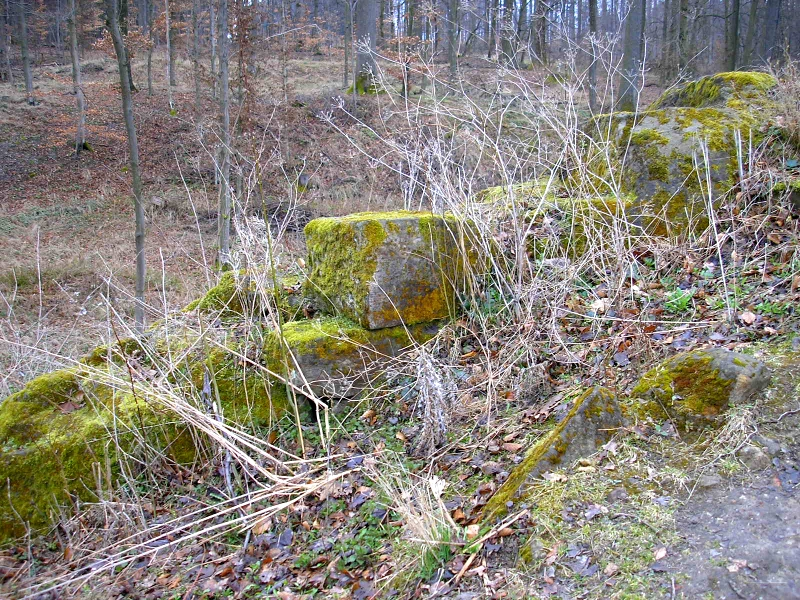
Die letzten Mauerreste aus regelmäßigen Sandsteinquadern auf dem Ostfelsen. Die wenigen verbliebenen Quader sind in besonderem Maße dem zunehmenden Vandalismus auf der Felsenburg ausgesetzt
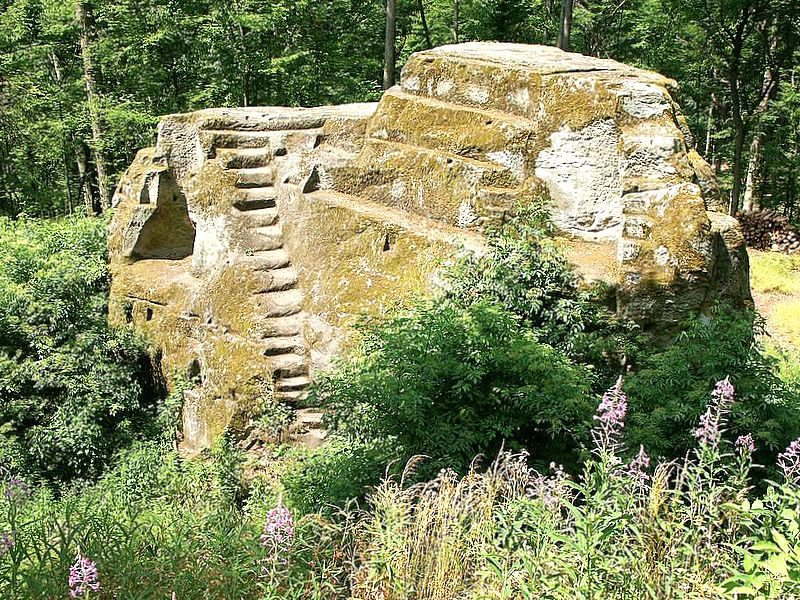
Der Nordwestfelsen mit der Tankzisterne links neben dem Treppenaufgang. Rechts erkennt man die Fundamentbänke der steinernen Überbauung